# Perfume Clips 2
『Perfume Clips 2』（パフューム・クリップス 2）は、Perfumeのビデオクリップ集の2作目。2017年11月29日に発売された。

## 概要
ユニバーサルミュージックへの移籍以降のビデオクリップの16作品を1本化。
収録内容は、ユニバーサルミュージック移籍第1弾シングル「Spring of Life」から「If you wanna」まで全16曲分のMVを収録。初回限定盤にはテレビスポット映像集やメンバーによる「Perfume Clips 2」収録全曲分のオーディオコメンタリーを収録したディスクや各MVの監督たちによる全曲の解説ブックレットなどの特典もパッケージされる。

## 収録映像
1. Spring of Life
2. Spending all my time
3. 未来のミュージアム
4. Magic of Love
5. 1mm
6. Sweet Refrain
7. Cling Cling
8. DISPLAY
9. Hold Your Hand
10. Relax In The City
11. Pick Me Up
12. STAR TRAIN
13. FLASH
14. TOKYO GIRL
15. Everyday
16. If you wanna

### 初回限定盤DISC
- オーディオコメンタリー
- Everyday -Another view edit.-
- TV-SPOT集（全13種）